# Griñón (prenda de vestir)

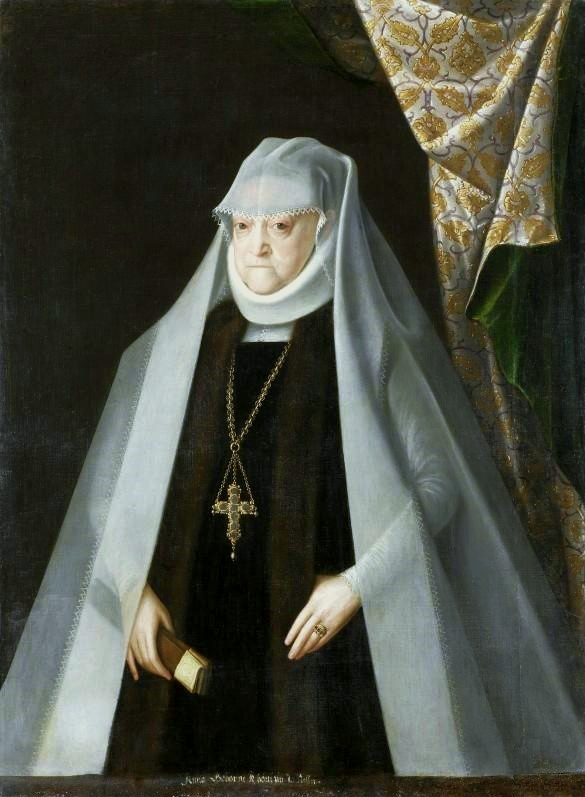
Ana Jagellón, reina de Polonia, luciendo un griñón.

Un griñón o toca es una prenda de vestir femenina que se usa alrededor del cuello y del mentón, y que usualmente cubre la cabeza. Su uso surgió entre las mujeres de la Alta Edad Media en Europa. En muchas etapas de la cultura medieval, era indecoroso que una mujer casada mostrara el cabello. El griñón puede ser almidonado, plegado y doblado de maneras preestablecidas, incluso soportado con alambre o con un marco de mimbre.
Las mujeres italianas abandonaron sus turbantes en el siglo XV, o los reemplazaron con gasa transparente, y mostraron sus elaboradas trenzas. La lavandería y las trenzas elaboradas demostraban estatus, en el sentido de que el arreglo personal era realizado por otros. Hoy el griñón  es usado por algunas monjas que todavía usan el hábito religioso tradicional.

## En la literatura

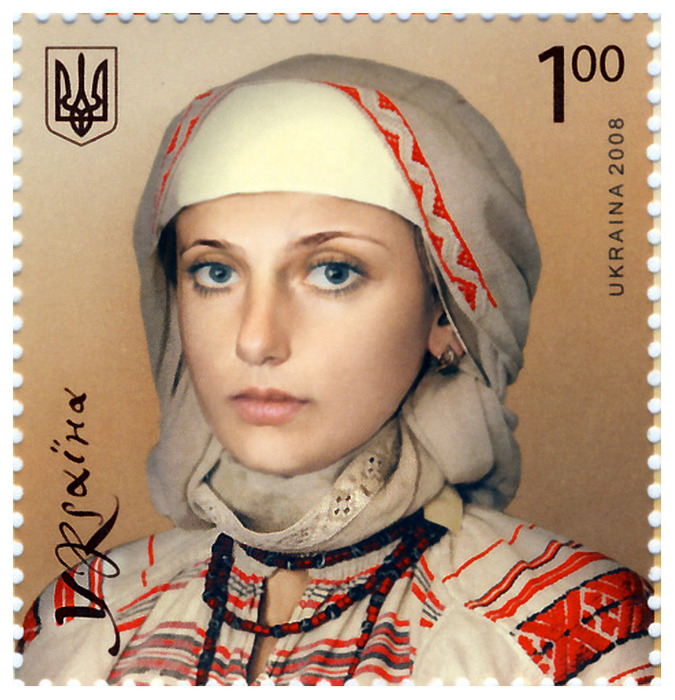
Mujer con griñón en estampilla ucraniana.

Geoffrey Chaucer en sus Cuentos de Canterbury relata que La esposa de Bath y La priora los usaban. La Biblia del Rey Jacobo lista explícitamente los griñones en Isaías 3:22 como parte de prendas femeninas elegantes, sin embargo, la palabra hebrea "miṭpaḥoth" (וְהַמִּטְפָּחוֹת) significa pañoleta.